# White Horse Stone
La White Horse Stone (« pierre du cheval blanc » en anglais) est un mégalithe situé près d'Aylesford, un village du Kent, dans le sud-est de l'Angleterre. Il s'agit d'un bloc de grès sarsen mesurant 2,9 mètres de long sur 1,65 mètre de haut et 60 centimètres d'épaisseur.
Cette pierre a peut-être été taillée dans le cadre de la construction d'un tumulus allongé. Elle remonterait alors au début du quatrième millénaire avant notre ère, à l'époque néolithique. Plusieurs tumulus de cette période sont attestés dans la vallée de la Medway, à proximité de la White Horse Stone. Une tradition associe la pierre aux guerriers anglo-saxons légendaires Hengist et Horsa, qui auraient vécu au Ve siècle, et à leur étendard, le cheval blanc du Kent (en), mais cette légende n'est pas attestée avant le début du XIXe siècle.
Le nom de White Horse Stone a été donné à deux mégalithes distincts : la Lower White Horse Stone, détruite vers 1823, et la Upper White Horse Stone, qui hérite de son nom et du folklore qui lui était associé.